# هارلو کورتیس
هارلو کورتیس (انگلیسی: Harlow Curtice; ۱۵ اوت ۱۸۹۳ – ۳ نوامبر ۱۹۶۲) اهالی کسب‌وکار و صنعتگر اهل ایالات متحده آمریکا بود.